# Châtel-sur-Moselle
 Châtel-sur-Moselle  es una población y comuna francesa, en la región de Lorena, departamento de Vosgos, en el distrito de Épinal. Es el chef-lieu del cantón de Châtel-sur-Moselle, aunque Thaon-les-Vosges y Nomexy la superan en población.

## Demografía
| 1549 | 1498 | 1621 | 1942 | 1838 | 1659 |
| Para los censos de 1962 a 1999 la población legal corresponde a la población sin duplicidades (Fuente: INSEE [Consultar]) |      |      |      |      |      |